# Stade Giuseppe-Lopresti
Pour les articles homonymes, voir Lopresti.
Le stade Giuseppe-Lopresti (en italien : stadio Giuseppe Lopresti), auparavant connu sous le nom de terrain sportif del Littorio (en italien : campo sportivo del Littorio), est un stade de football italien situé dans la ville de Palmi, en Calabre.
Le stade, doté de 1 500 places et inauguré en 1932, sert d'enceinte à domicile à l'équipe de football de l'Unione Sportiva Palmese 1912.
Il porte le nom de Giuseppe Lo Presti (it), soldat et partisan italien, médaillé d'or posthume de la valeur militaire et victime du massacre des Fosses ardéatines.

## Histoire
L'idée de construction d'un stade dans la ville de Palmi date des années 1920. À la fin de la décennie, l'administration municipale chargea l'ingénieur Calogero de concevoir un nouveau stade, pour un montant de 230 000 lires. Plus de la moitié du montant aurait été le résultat d'une contribution gouvernementale qui, avec beaucoup de retard, bloqua le démarrage des travaux.
Les travaux du stade débutent en 1931 dans le quartier d'Alfieri (grâce à la société Repaci), pour s'achever un an plus tard en octobre 1932. Le coût de construction final est estimé à 150 000 lires, auquel s'est ajouté une deuxième contribution pour la construction de la tribune centrale. Le stade est inauguré sous le nom de Terrain sportif del Littorio (en italien : Campo sportivo del Littorio).
Le premier match à se jouer au stade a lieu le 13 novembre 1932 est une victoire 5-1 des locaux de l'US Palmese sur le Pro Calcio Reggio Calabria en Seconda Divisione.
En 1948, avec la fin de la période fasciste, le stade est renommé d'après Giuseppe Lopresti, une plaque de marbre étant placée à sa mémoire,.
Dans les années 1950, à l'intérieur du stade et à côté du terrain de football existait un terrain de basket-ball, sur lequel le C.S.I. Palmi joue dans ses matchs à domicile de Serie C 1954-55.
En mars 2012, le terrain est déclaré impraticable à la suite de dommages naturels créés par des événements atmosphériques.
Le stade est rénové en 2013 pour un coût de 110 000 €. À partir du 8 décembre 2013, l'installation est à nouveau accessible et accueille à nouveau les matchs à domicile de l'US Palmese.
Entre 2015 et 2016, le terrain naturel est changé et remplacé par un nouveau terrain synthétique.

## Événements

### Concerts
| Mietta         | 1991 |
| Marco Masini   | 1993 |
| Pooh           | 1996 |
| Gino Vannelli  | 2000 |
| Gigi D'Alessio | 2012 |